# Васильев, Владимир (футболист, 1988)
Владимир Васильев (эст. Vladimir Vassiljev; 13 февраля 1988, Дукат, Омсукчанский район, Магаданская область, РСФСР) — эстонский футболист, полузащитник и нападающий, тренер эстонского клуба «Пайде».

## Биография
Воспитанник тартуского футбола, занимался в юношеских командах клуба «Меркуур»/«Мааг». Дебютный матч в высшей лиге Эстонии сыграл 6 августа 2006 года против «Таммеки», заменив на 90-й минуте Алексея Мамонтова. Также в 2006 году выступал за дубль «Маага», а в 2007 году после объединения его команды с «Таммекой» — за дубль объединённого клуба.
В ходе сезона 2007 года перешёл в «Тулевик» (Вильянди), где за полтора сезона сыграл 11 матчей в высшей лиге. Затем два с половиной сезона выступал за дубль таллинской «Левадии», а за основную команду провёл 2 матча в Кубке Эстонии. Осенью 2011 года снова играл за клуб из Вильянди.
С 2012 года выступал на любительском уровне в низших лигах за «Инфонет», резервные составы «Левадии» и за клубы «Эстон Вилла» и «Ретро».
Всего в высшем дивизионе Эстонии сыграл 25 матчей, голов не забивал.
В 2016—2019 годах работал главным тренером резервного состава «Левадии». Также в 2019 году входил в тренерский штаб сборной Эстонии в качестве ассистента Карела Воолайда.
В сентябре 2019 года, после отставки Александра Рогича, был назначен исполняющим обязанности главного тренера «Левадии», работал с командой до конца сезона, но затем уступил пост Мартину Рейму. В июле 2020 года снова назначен главным тренером клуба. С начала 2021 года и до июля 2022 года работал в тандеме с сербским специалистом Марко Савичем. Тандем приводил клуб к победе в чемпионате и Кубке Эстонии (2021), Суперкубке страны (2022). В июле 2022 года оба тренера подали в отставку после поражения в Лиге чемпионов от исландского «Викингура» (1:6).
В декабре 2022 года назначен тренером клуба первой лиги Эстонии «Нымме Юнайтед», с которым в 2023 году одержал победу в турнире первой лиги. В декабре 2023 года назначен тренером клуба второго дивизиона Словакии «ШТК Шаморин».
В мае 2025 года стал главным тренером эстонского клуба «Пайде».